# Kippel
Kippel je obec ve švýcarském kantonu Valais, okrese Westlich Raron. Žije zde 325 obyvatel.

## Geografie
Kippel leží v dolní části údolí Lötschental, na úpatí hory Hockenhorn na řece Lonza. Kippel je hlavní obcí údolí Lötschental.
Od roku 2007 je Kippel součástí světového přírodního dědictví UNESCO Švýcarské Alpy Jungfrau-Aletsch.

## Historie

Kippel (1910)

Kippel byl po staletí světským a církevním centrem Lötschentalu. V Kippelu se nachází údolní kostel farnosti, která až do roku 1899 zahrnovala všechny obce v údolí (a spadala pod patronát savojského kláštera Abondance z roku 1233). První kostel lze archeologicky nalézt ve 12. století a je doložen v roce 1233. V roce 1556 byla postavena gotická stavba. V roce 1740 byla přistavěna barokní loď a chór (celková rekonstrukce v roce 1977, oblouk jako vstup do svatostánku zničen). V obci se nacházela také kovárna, která byla roku 1923 zničena lavinou.
Hotel Lötschberg byl postaven v roce 1908 a hostinec Ebener kolem roku 1910 jako první turistické objekty v údolí. Sedačková lanovka a lyžařský vlek Kippel–Hockenalp byly otevřeny v roce 1960, avšak již koncem 70. let 20. století opět uzavřeny. V Kippelu sídlí od roku 1960 údolní škola a od roku 1982 muzeum údolí Lötschental. Centrum charakterizuje walliská bloková zástavba s obytnými domy (polovina 16. až polovina 18. století) vzácné hustoty a kvality. Převážně horská zemědělská tradice, která převládala až do 50. let 20. století. Soběstačnost s chovem dobytka, výrobou mléka a pěstováním zemědělských plodin, která převládala do roku 1950, zanikla během tří až čtyř desetiletí. Od 80. let 20. století zaznamenává obec každoročně 35 000 až 45 000 přenocování v hotelech a hostelech. Více než polovina pracovní síly žijící v Kippelu pracuje mimo obec.

## Obyvatelstvo

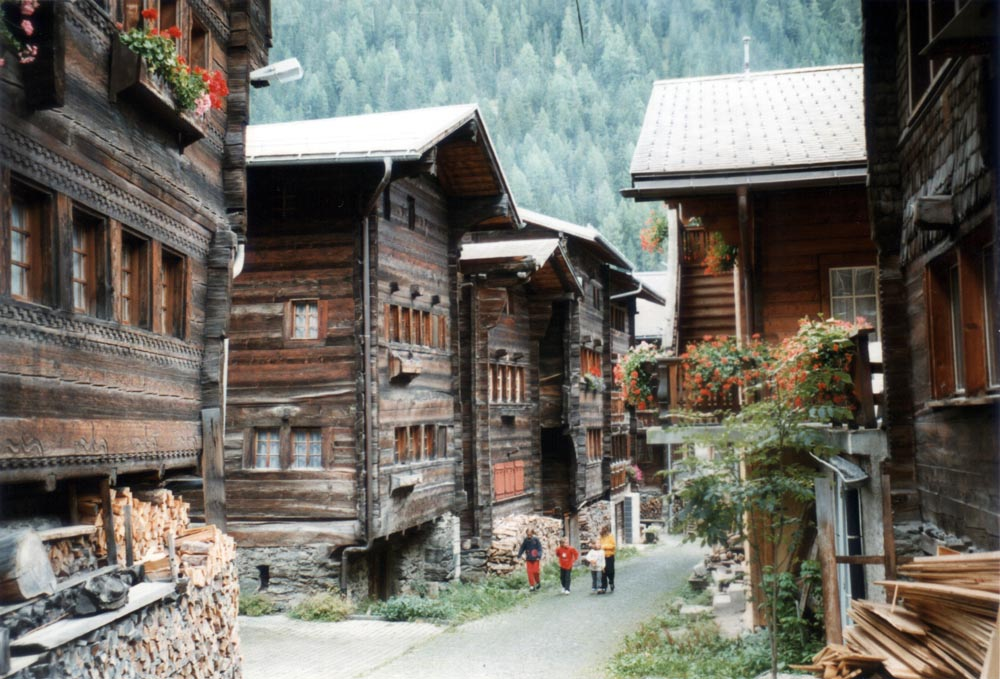
Tradiční architektura v obci

| Vývoj počtu obyvatel | Vývoj počtu obyvatel | Vývoj počtu obyvatel | Vývoj počtu obyvatel | Vývoj počtu obyvatel | Vývoj počtu obyvatel | Vývoj počtu obyvatel | Vývoj počtu obyvatel | Vývoj počtu obyvatel | Vývoj počtu obyvatel | Vývoj počtu obyvatel |
| -------------------- | -------------------- | -------------------- | -------------------- | -------------------- | -------------------- | -------------------- | -------------------- | -------------------- | -------------------- | -------------------- |
| Rok                  | 1802                 | 1850                 | 1900                 | 1950                 | 2000                 | 2010                 | 2012                 | 2014                 | 2016                 | 2018                 |
| Počet obyvatel       | 115                  | 168                  | 248                  | 363                  | 368                  | 375                  | 367                  | 354                  | 340                  | 325                  |

## Doprava
Do obce vede pouze silnice nižší třídy, vedoucí údolím Lötschental ze Stegu do Blattenu. Z nádraží Goppenstein (na Lötschberské dráze) jezdí poštovní autobusová linka přes Kippel do Blattenu.